# Obwód biełgorodzki
Obwód biełgorodzki (ros. Белгородская область) – jednostka administracyjna Federacji Rosyjskiej w Centralnym Okręgu Federalnym. 
Obwód położony jest w zachodniej części Federacji Rosyjskiej, od 500 do 700 km na południe od Moskwy, przy granicy z Ukrainą. Stolicą obwodu jest miasto Biełgorod, nad rzeką Doniec. Obwód powstał 6 stycznia 1954 roku, od tamtej pory jego granice nie uległy zmianie. Zajmuje 67 miejsce wśród obwodów Federacji Rosyjskiej pod względem wielkości terytorium i 30 po względem liczby mieszkańców. Na czele obwodu biełgorodzkiego od 1993 do 2020 roku stał Jiewgienij Stiepanowicz Sawczenko (ros. Евгений Степанович Савченко).

## Geografia
Powierzchnia obwodu wynosi 27,1 tys. km², długość na linii północ-południe około 190 km, długość na linii wschód-zachód około 270 km. Łączna długość granic wynosi 1150 km, z czego 540 km stanowi granica z Ukrainą. 
Obwód jest podzielony na 19 rejonów administracyjnych. Znajduje się w nim 11 miast, 18 większych miejscowości o charakterze miejskim i 1574 miejscowości o charakterze wiejskim. 
Największe miasta:
- Biełgorod (liczący 391 tys. mieszkańców)[5];
- Aleksiejewka;
- Grajworon;
- Gubkin;
- Iwnia;
- Korocza;
- Krasnaja Jaruga;
- Prochorowka;
- Rakitnoje;
- Stary Oskoł;
- Szebiekino;
- Wałujki;
- Wołokonowka.

Obwód biełgorodzki to teren równinny, bez pasma górskiego. Najwyższy punkt znajduje się w rejonie prochorowskim i mierzy 277 m n.p.m.. 
Największe rzeki przepływające przez teren obwodu to Don i Dniepr. 

## Klimat
W obwodzie występuje klimat umiarkowany, kontynentalny, z ciepłym latem i chłodną zimą. W zachodniej części zimy są łagodniejsze. Najzimniejszym miesiącem jest styczeń. Najniższa zanotowana temperatura wynosiła -37°С (w 1987 roku), najwyższa 39°С (w 2010 roku). 
Przez około 160 dni w roku temperatura jest dodatnia. Średnia obfitość opadów wynosi od 420 mm do 590 mm rocznie, z czego od 80% do 85% stanowią opady deszczu, a pozostałe śniegu. 

## Ludność
W obwodzie biełgorodzkim mieszka 1 541 259 ludzi, co stanowi 1,1% obywateli Federacji Rosyjskiej. 
1 041 310 żyje w miastach, 499 949 na terenach wiejskich. 
Średnia gęstość zaludnienia wynosi 56,6 osób na km². 
Średni wiek mieszkańca to 40 lat. 
94,37% mieszkańców stanowią Rosjanie, 2,82% Ukraińcy, 2,81% przedstawiciele innych narodowości. 

## Gospodarka
Z uwagi na sprzyjające warunki klimatyczne i urodzajną ziemię w obwodzie rozwija się rolnictwo. Grunty orne zajmują 2713,4 tys. hektarów, z czego 70% to czarnoziemy. Obwód biełgorodzki zajmuje pierwsze miejsce wśród obwodów Federacji Rosyjskiej pod względem produkcji rolnej na jednego mieszkańca. W 2016 roku gospodarstwa rolne wyprodukowały 1634 tys. ton mięsa i 542,4 tys. ton produktów mlecznych, co stanowiło 4% całkowitej produkcji w kraju. 

## Strefa czasowa
Obwód należy do moskiewskiej strefy czasowej (MSK). UTC +4:00 przez cały rok. Wcześniej, przed 27 marca 2011 roku, obowiązywał czas standardowy (zimowy) strefy UTC+3:00, a czas letni – UTC+4:00.

## Historia

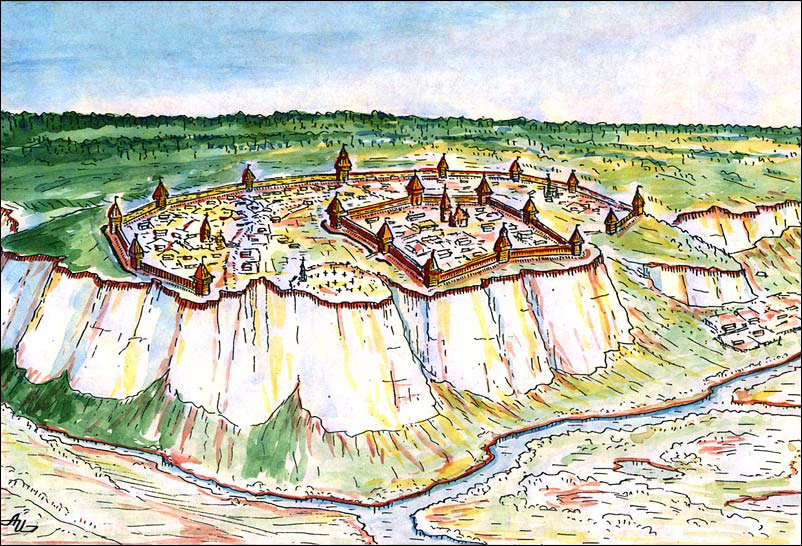
Twierdza biełgorodzka. XVII wiek.

Pierwsze ślady osadnictwa pochodzą z paleolitu. Około VIII wieku naszej ery ludność zaczęła zakładać większe osady. Od 965 roku teren należał do Rusi Kijowskiej, rządzonej przez dynastię Rurykowiczów. 
Obszaru dzisiejszego obwodu biełgorodzkiego sięgały w późnym średniowieczu wpływy Litwy. Istniała tu Jahołdajewszczyzna, będąca lennem litewskim. Na początku XVI w. obszar włączony został do Moskwy, a od 1547 znajdował się pod panowaniem Rosji. 
Pierwotnie znalazł się w obrębie Wielkiego Księstwa Moskiewskiego. W średniowieczu powstały kluczowe dla regionu miasta Biełgorod i Stary Oskoł. 
W XVII wieku w obwodzie wybudowano linię biełgorodzką. Miała na celu uchronić Cesarstwo Rosyjskie przed najazdami Tatarów. Kluczowe znaczenie obronne miała twierdza biełgoradzka. 
W 1727 roku, za panowania carycy Katarzyny I, utworzono gubernię biełgorodzką, która obejmowała ponad 35 miast. Na jej terenie żyło 717 tys. ludzi. Gubernia istniała przez 52 lata. 
W XVII-XVIII w. południowe ziemie obwodu współtworzyły Ukrainę Słobodzką.
W XIX wieku w obwodzie zbudowano linię kolejową łączącą Kursk i Charków. Przebiegała przez Stary Oskoł, co przyczyniło się do rozwoju regionu.
Po traktacie brzeskim część ziem obwodu znalazło się w obrębie Państwa Ukraińskiego.
Podczas II wojny światowej, 12 lipca 1943 roku, na terenie dzisiejszego obwodu biełgorodzkiego miała miejsce bitwa pancerna pod Prochorowką. 
6 stycznia 1954 roku utworzono obwód biełgorodzki. 26 stycznia 1954 roku zatwierdzono jego utworzenie dekretem Prezydium Rady Najwyższej ZSRR.
W maju i czerwcu 2023 roku podczas inwazji Rosji na Ukrainę walczące po stronie Ukrainy ochotniczy Legion Wolność Rosji oraz Rosyjski Korpus Ochotniczy dokonały rajdów na terytorium obwodu.

## Tablice rejestracyjne
Tablice pojazdów zarejestrowanych w obwodzie biełgorodzkim mają oznaczenie 31 w prawym górnym rogu nad flagą Rosji i literami RUS.

## Lokalne święta
Lokalne święta w obwodzie biełgorodzkim: 
- 6 stycznia – dzień powstania obwodu.
- 12 lipca – rocznica bitwy pod Prochorowką.
- 17 lipca – dzień pamięci budowniczych kolei.
- 5 sierpnia – dzień wyzwolenia Biełgorodu (podczas II wojny światowej, od żołnierzy niemieckich wypartych z miasta przez Armię Czerwoną).
- 23 sierpnia – dzień zwycięstwa w bitwie na łuku kurskim.
- 14 października  – dzień flagi.